# ソニー・ミュージックエンタテインメント・ジャーマニー
ソニー・ミュージックエンタテインメント・ジャーマニー（Sony Music Entertainment Germany GmbH）は、ドイツのレコード会社。本社はミュンヘンにあり、ソニー・コーポレーション・オブ・アメリカの完全子会社である。
ソニーは国内最大手アリオラ・レコード、さらにRCAレコードやコロムビア・レコードが契約した音楽家を引き継いでおり、その後もポピュラー音楽からクラシック音楽まで幅広い音楽ジャンルで活動している。

## レコード・レーベル
- 105ミュージック（ドイツ語: 105music）
- J レコード
- アリオラ・レコード
- アリスタ・レコード
- ソニー・マスターワークス
- フォー・ミュージック